# Io (græsk mytologi)
 For alternative betydninger, se Io. (Se også artikler, som begynder med Io)
Io var præstinde og en af Zeus' mange elskerinder. Han forvandlede hende til en kvie for at skjule sin utroskab for sin kone Hera. De Joniske Øer er opkaldt efter Io. Som kvie flygtede hun fra Lilleasien efter et bremsestik, og passerede De Joniske Øer på svømmeturen mod Egypten, hvor hun fødte sønnen Epafos.
Zeus forvandlede sig til en tyr og svømmede derfra med deres afkom, Europa, til verdensdelen, som har fået navn efter hende. 